# Gibraleón
Gibraleón es un municipio español de la provincia de Huelva (Andalucía). El municipio cuenta con una población de 13 144 habitantes (INE 2024). Su extensión superficial es de 328 km² y tiene una densidad de 37,7 hab/km². Se encuentra situada a una altitud de 26 metros y a 11 kilómetros de la capital de provincia, Huelva.

## Símbolos
Escudo
Francés, de plata con las armas de los Zúñigas. Al timbre corona marquesal abierta.
Bandera
Paño de púrpura. Centrado y sobrepuesto, el escudo de armas local. Fue aprobada en Pleno municipal del 28 de febrero de 1905.

## Historia
Los primeros datos del origen de la localidad se remontan al Paleolítico. Así, de la sierra de la Calvilla proceden algunas de las piezas líticas más antiguas del Paleolítico onubense, hoy conservadas en el Museo Arqueológico de Huelva. En este mismo lugar se han encontrado testimonios calcolíticos, de hace unos cuatro o cinco mil años. Así como abundantes restos del Bronce Final, de la primera mitad del I milenio a. C., en el antiguo caserío de La Mata que testimonian una gran vinculación de sus pobladores con el mar y con civilizaciones como la fenicia y la tartesia, que pudo habitar en la encrucijada de los ríos Tinto y Odiel. 
Tendremos que esperar al dominio musulmán para encontrar con plena seguridad los primeros testimonios sobre Gibraleón, conocida entonces como Yabal Al Uyum, que significa “Monte de las Fuentes”. Posteriormente, ante la quiebra del poder califal en el siglo XI, Gibraleón pasó a ser una población importante al dotarse de una fortaleza militar o castillo, cuyos restos aún la presiden. Con la conquista cristiana de estas tierras en 1262, bajo el reinado de Alfonso X el Sabio, y la creación del concejo de realengo, Gibraleón alcanzará uno de sus períodos históricos más notables. La concesión real de amplios privilegios favoreció el comercio y la ganadería, el aumento de población y una rápida expansión urbana, especialmente en los siglos XIV y XV.

### Edad Moderna
En 1530, la familia Zúñiga logró que el rey Carlos I de España les elevara el título sobre Gibraleón de Señorío a Marquesado; que recayó en el primogénito del duque de Béjar, don Alonso de Zúñiga. Pertenecían a esta demarcación, además de Gibraleón, el Rincón de San Antón, Cartaya, San Miguel de la Arca de Buey, el término de lo que sería Punta Umbría, San Bartolomé de la Torre, Villanueva de los Castillejos, Sanlúcar de Guadiana y El Granado. En total suponía una superficie de 1060 km², lo que equivale a algo más de la décima parte de la que sería la provincia de Huelva. 
Del siglo XVII es interesante recordar el episodio vivido entre Miguel de Cervantes y el Marqués de Gibraleón. Buscando Cervantes un mecenas para su obra, le dedicaría a este la primera parte de su novela inmortal El ingenioso hidalgo Don Quijote de la Mancha, publicada en Madrid por Juan de la Cuesta, con privilegio de Castilla, Aragón y Portugal el año de 1605. La jurisdicción de los duque de Béjar sobre el municipio acabó con la abolición del régimen señorial por un real decreto firmado y promulgado por la reina regente María Cristina en 1835. 

### Edad Contemporánea
Durante el último tercio el ferrocarril llegó al municipio con la inauguración de varios trazados. En 1889 entró en servicio la línea Zafra-Huelva, que contó con su propio recinto ferroviario en Gibraleón. Unos años antes, en 1871, se había inaugurado el ferrocarril de Tharsis para permitir enlazar la cuenca minera situada más al norte con la costa atlántica. Este último trazado llegó a disponer de una estación propia en el término olontense, denominada Fuente Salada.
En 1902 se instaló en Gibraleón la que sería la primera fábrica de Mahou fuera de Madrid; la factoría tuvo que cerrar en 1914.

## Población de origen africano
A lo largo de la historia, Gibraleón conoció aportes de población procedentes de África y de América. Si bien no se han realizado estudios pormenorizados, se sabe que a Gibraleón llegaron personas esclavizadas negras, traídos por barcos españoles y portugueses desde mediados del siglo XV. Desde entonces, algunos fueron asimilados e integrados social y étnicamente, otros se integraron a la población gitana existente mientras que otros mantuvieron su identidad étnica afrodescendiente hasta la actualidad, principalmente en el barrio denominado Villalata. Estas poblaciones sufrieron diferentes grados de exclusión social como lo evidencia el que hasta mediados del siglo XX vivieran en peores condiciones que el resto de los olontenses. Dichas familias fueron conocidas genéricamente bajo diversas denominaciones como 'morenos', 'travesaos', o 'atravesados'. A día de hoy varias familias de Gibraleón niegan sus orígenes africanos y prefieren vincularse a familias gitanas, lo que da una medida del estigma sufrido en el pasado.

## Demografía
Gibraleón cuenta con una población de 13 144 habitantes (INE 2024).
| Gráfica de evolución demográfica de Gibraleón entre 1842 y 2021                                                     |
| |
| Población de derecho según los censos de población del INE Población de hecho según los censos de población del INE |

| 10 908                    | 10 827 | 10 818 | 10 951 | 11 022 | 11 123 | 11 202 | 11 349 | 11 794 | 12 392 | 12 570 | 12 607 | 12 930 |
| (Fuente: INE [Consultar]) |        |        |        |        |        |        |        |        |        |        |        |        |

## Economía
Importante es destacar que la agricultura ha sido desde siempre la base de la economía olontense. Los cultivos tradicionales son el olivar, el cereal y el viñedo, posteriormente estarán cultivos como el girasol y los naranjos.
También la ganadería fue muy importante en la economía local, no es casual que Gibraleón cuente con una de las ferias ganaderas más antiguas de España, ya que gran parte de su término estuvo ocupado por extensas dehesas dedicadas a pastos. Actualmente, la ganadería olontense es notablemente inferior; los animales fueron perdiendo protagonismo en las labores agrícolas y, con ello, pasaron a un segundo plano en la feria.
En los últimos tiempos la construcción se convirtió en un eje esencial que articuló la actividad económica del municipio, aunque actualmente con la crisis económica ha sido duramente castigada. Podemos ver los cambios del municipio con la construcción de bloques de pisos, y edificios municipales como el Pabellón de deportes, polideportivo municipal (piscinas, pistas de fútbol, pistas de pádel....), y diferentes parques de la localidad.

### Evolución de la deuda viva municipal
El concepto de deuda viva contempla sólo las deudas con cajas y bancos relativas a créditos financieros, valores de renta fija y préstamos o créditos transferidos a terceros, excluyéndose, por tanto, la deuda comercial.
| Gráfica de evolución de la deuda viva del Ayuntamiento de Gibraleón entre 2008 y 2023                |
| |
| Deuda viva del Ayuntamiento de Gibraleón, en miles de euros, según datos del Ministerio de Hacienda. |

## Cultura

### Fiestas
Semana Santa
En Gibraleón hay un total de cinco hermandades de penitencia:
El Domingo de Ramos sale en procesión la Hermandad del Cristo Joven de la Borriquita y María Santísima de Nazaret de Gibraleón (Huelva) a partir de las 16:00 horas de la tarde de la Parroquia Matriz de San Juan Bautista. 
El Martes Santo tiene lugar la salida procesional de la Hermandad de la Misericordia.

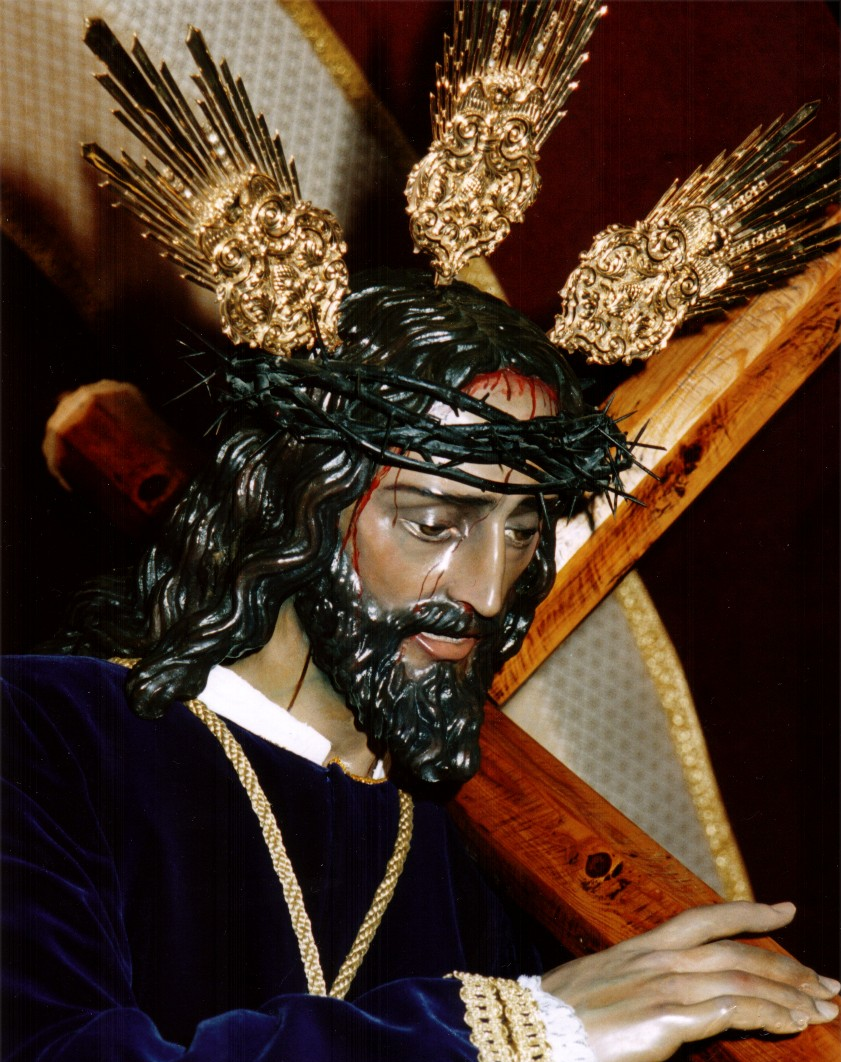
Imagen de Nuestro Padre Jesús Nazareno, una de las principales devociones de Gibraleón

El Miércoles Santo sale en Solemne Procesión y realiza la Estación de Penitencia la Hermandad de Penitencia y Cofradía de Nuestro Padre Jesús Nazareno (Moreno Daza 1952), Santa Cruz en Jerusalén y Nuestra Señora de los Dolores (Gómez del Castillo 1940), erigida canónicamente en la Parroquia Matriz de San Juan Bautista de Gibraleón, centro neurálgico del culto del municipio desde su construcción en el siglo XIV. Ntro. Padre Jesús Nazareno entre los años 2001 y 2002 celebró su 50.º aniversario con una multitud de actos entre los que cabe resaltar su salida extraordinaria por Gibraleón.
Esta cofradía tras el enorme esfuerzo de varias juntas de gobierno y con la inestimable ayuda del pueblo logró aumentar su patrimonio con la adquisición y construcción de su Casa Hermandad "UNA CASA PARA TODOS" en la que de desde el 2004 se centra la vida social, cultural y cofrade de la hermandad.  
En el año 2015, Ntra. Sra. de los Dolores celebró su aniversario con una gran cantidad de actos de carácter religioso, festivo, social, caritativo y cultural, tales como: talles jóvenes cofrades, campaña de donación de sangre "LAS VERDADERAS FLORES DE LA VIRGEN", ensayo solidario, convivencia con jóvenes de madres presidiarias y en riesgo de exclusión social... Fruto del compromiso de esta cofradía y del amor que Ntra. Sra. de los Dolores muestra a su querido pueblo en esta efeméride el Excmo. Ayto. concedió e impuso la Medalla de Oro De la Villa a la Dolorosa más antigua del municipio, Ntra. Sra. de los Dolores de la Parroquia Matriz de San Juan Bautista. Además, esta cofradía se hermanó oficialmente con la Real e Ilustre Hdad. De Ntra. Sra. del Rocío de Gibraleón y como celebración de dicho acontecimiento histórico, la Ermita del Cristo de la Guadaña, estando expuesta en extraordinario besamanos, siendo ella la primera en hacerlo en dicha sede. No obstante tras dicho besamanos al amanecer fue trasladada a su capilla en la Matriz de San Juan Bautista. Como broche final el Glorioso 13 de septiembre procesionaba en su salida extraordinaria acompañada de cientos de hermanos y hermandades invitadas que fueron dando color a tan festiva jornada. 
El Jueves Santo tras los oficios sale en solemne procesión. Después de los nefastos acontecimientos provocados durante la guerra civil española, en la que se destrozaron las imágenes de nuestra cofradía, con la pérdida inestimable de las obras de arte que constituían sobre todo el Cristo crucificado del siglo XVI, cuya aparición en el convento está rodeada de misterio y leyenda. Ante estos aciagos hechos, algunas personas con el beneplácito del párroco iniciaron una colecta por todo el pueblo, con la intención de encargar una nueva imagen de un crucificado, la cual realizó el famoso imaginero sevillano Castillo Lastruci en 1940, tomando el mismo nombre de la antigua devoción. Fue una de las primeras imágenes de Cristo que realizó dicho escultor. La Virgen de la Soledad fue realizada ocho años más tarde por otro famoso escultor de la provincia de Huelva León Ortega, que también toma el nombre de su antecesora. Al parecer se trataba de una talla que estaba destinada a ser una inmaculada, pero al llegarle la oferta de nuestra hermandad, decidió en convertirla en dolorosa. De ahí que sea una imagen cuya talla llega hasta la cintura, poco usual en las dolorosas. La hermandad seguirá siendo gestionada por un grupo de personas vecinos del pueblo, que al mismo tiempo se han encargado hasta la fecha de contribuir en el mantenimiento de la antigua capilla, ahora iglesia de Nuestra Señora del Carmen, la cual sigue siendo desde hace siglos nuestra sede canónica.

El Viernes Santo sale en procesión por las calles de Gibraleón la Hdad. del Santo Entierro, sus Amantísimos Titulares Cristo de la Buena Muerte, Cristo Yacente y Ntra. Sra. de los Dolores siembran de devoción y recogimiento a un pueblo entero. Esta imagen de Nuestra Señora de los Dolores (Antonio Bidón. 1941), Reina y Madre de los olontenses recibe la primera Medalla de Oro de la Villa (2002) por clamor popular y es ese mismo año cuando se la da nombre a una de las plazas más céntricas de la localidad, titular de la Venerable Hermandad Servita del Santo Entierro (fundada en 1777, con sede canónica en la Parroquia de Santiago el Mayor), la cual procesiona cada Viernes Santo en la Semana Mayor, se celebra su festividad el Viernes de Dolores con el Tradicional Solemne Besamano y el 15 de septiembre en la conmemoración de los Siete Dolores de la Virgen con una Salida Procesional Ordinaria por las calles más emblemáticas de la localidad. En el 2016 se conmemora el 75.º aniversario de la llegada a la localidad de la Virgen con actos históricos que quedarán en la retina de un pueblo entero.
Feria de San Lucas

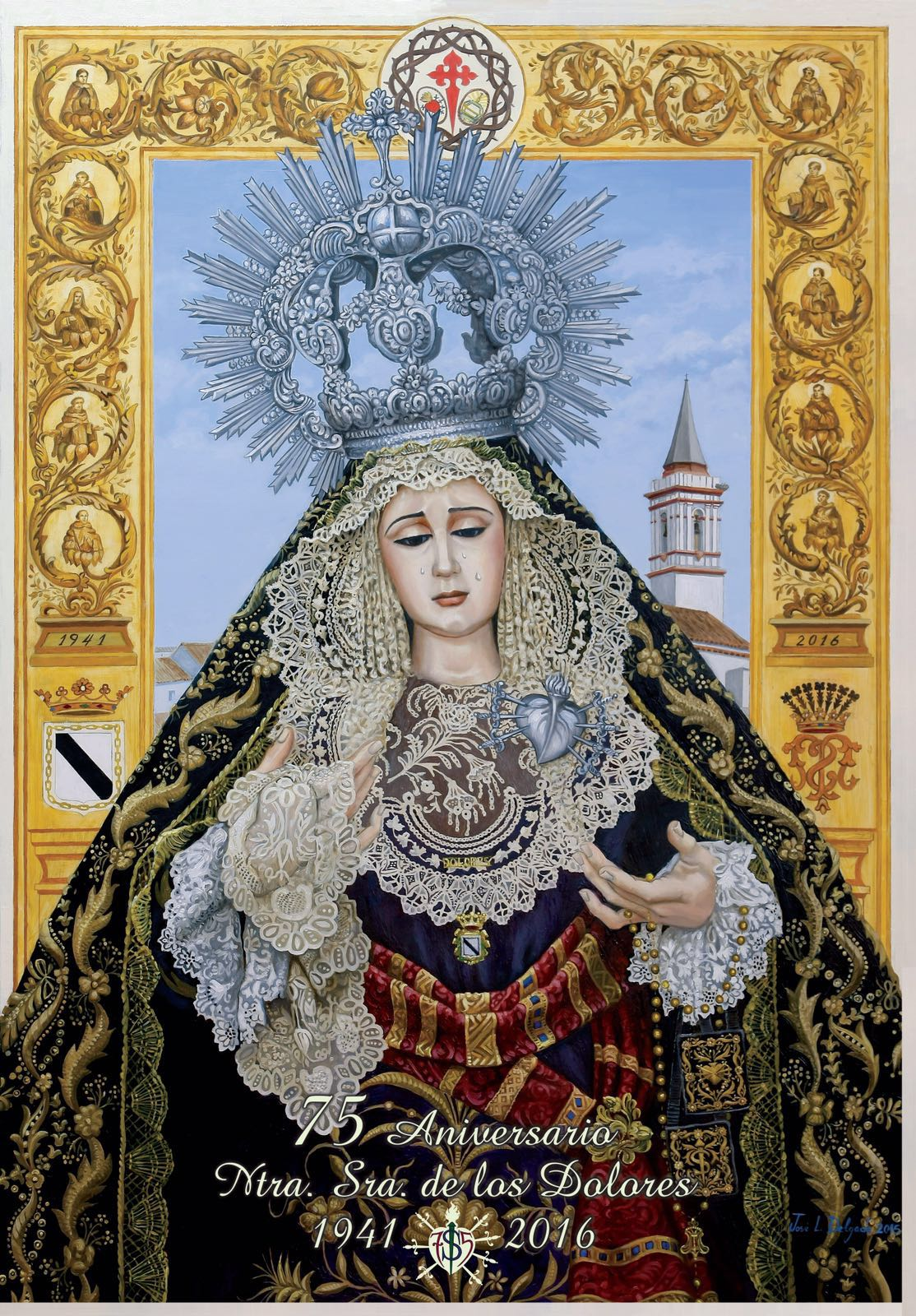
Cartel del 75.º Aniversario Dolores Gibraleón

La Feria de San Lucas se celebra en octubre, de origen ganadero, data de 1323 y es una de las más importantes de la provincia congregando a muchos visitantes debido a las grandes exposiciones en la Feria Regional de Artesanía.
Fiesta de San Roque
A mediados de agosto tiene lugar en la localidad olontense la festividad de San Roque en honor al patrón de la localidad. El ayuntamiento cada año obsequia a los olontenses y a los visitantes en las actuaciones de diversos artistas del panorama nacional, además de con el Certamen Nacional de pintura. En esta festividad se elige entre las muchachas del pueblo a la Reina de las fiestas, en la que existe una categoría infantil, que representarán a su pueblo en varios actos durante su año de reinado. Recientemente, se ha incorporado el concurso masculino, siendo esta otra manifestación de que Gibraleón lucha por la igualdad de género.
San Isidro Labrador
La festividad se divide en dos partes. La primera tiene lugar en el campo habitualmente 2 semanas antes de la festividad en la calle, en el lugar conocido como "San Isidro" donde se construyó una ermita y alrededor de esta los vecinos de la localidad han construido casas en lo que sería como un pequeño Rocío.
La segunda consta de la procesión del santo por las calles del pueblo, al cual se le lanza desde los balcones todo tipo de alimentos, entre otros objetos, para que los seguidores del Santo, en la procesión, los recojan en agradecimiento a la buena cosecha obtenida.
 Fiesta de San Rafael 
En el barrio olontense de San Rafael (Villalata) se celebra todos los meses de junio-julio una divertida verbena que suele durar 3 días.

### Patrimonio cultural
Véase también: Anexo:Patrimonio Histórico Andaluz en la Comarca Metropolitana de Huelva
- Alcázar o castillo. Se encuentra ubicado en la margen izquierda del río Odiel, en el extremo norte del casco urbano, en un montículo que muestra su mayor altura sobre el terreno circundante por los sectores oriental y norte. Menos protegida quedaría la campiña que se extiende a sus espaldas, hacia el este, sector para cuya defensa se debió contar con alguna fortaleza de apoyo, tal vez la citada por Madoz y Amador de los Ríos en el sector oriental de la localidad. La fortaleza está conformada por un recinto amurallado de planta trapezoidal que se asienta sobre un pequeño cabezo de tierras rojizas y origen marino fluvial. La entrada al castillo se efectúa por una cancela situada junto a la casa número cinco de la plaza de Santiago. El conjunto se compone de al menos tres partes claramente diferenciadas: el sector del palacio de los duques de Béjar, situado en la zona más llana y alta del interior del perímetro amurallado; la zona oeste, intramuros, donde el terreno desciende progresivamente de cota; y la muralla exterior, que delimitaba el perímetro del recinto. De la muralla exterior quedan estructuras visibles en el sector norte, donde permanecen en pie dos torres de planta cuadrangular y varios lienzos. Es este el tramo mejor conservado. También permanecen en pie un lienzo en el sector oeste, en el patio de una vivienda adosada a la fortaleza, y restos de una torre poligonal, en el sector sur, a espaldas de la torre mejor conservada del palacio. A nivel constructivo destaca el empleo masivo de tapial, tanto en las estructuras de época almohade como en las de la Baja Edad Media. Se observan fábricas mixtas de mampuestos de pizarra con verdugadas de ladrillo que se corresponden con las diferentes reformas operadas en el castillo durante la Edad Moderna. El resto de la cerca exterior ha quedado fagocitada por las viviendas que se adosan a ella, y está actualmente transformada en tapia en diversos sectores como, por ejemplo, el occidental y el noreste. Los lados este y sur están ocupados por viviendas que se adosan a la muralla, la cual puede haber desaparecido en algunos tramos. Del palacio de los duques de Béjar, situado en el sector más elevado del recinto, en el centro del mismo, apenas se han conservado restos en alzado. Pertenece a este conjunto la torre poligonal situada en el sector sur, realizada con tapial y a la que se adosaba una edificación moderna. El lado norte del palacio parece haber coincidido con la muralla exterior por este sector, ya que se ven restos semienterrados de un muro que enlazaría con la torre noreste. Al edificio palaciego ha de pertenecer el lienzo de muralla existente en el sector noroeste y que forma esquina hacia el sur. Se trata de un lienzo de tapial que debía enlazar con los restos muy destruidos de otra torre cuadrangular, también de tapial, que se localiza hacia el centro del recinto y que resulta visible por coincidir con el inicio de un descenso progresivo de la cota del interior del recinto hacia el oeste. Este lienzo y la torre debieron formar parte del palacio, no de la cerca exterior, que debe haber desaparecido pero que probablemente enlazaría con la punta del trapecio existente hacia el oeste. Según el escrito de un erudito local de los años cuarenta, las dependencias anexas del palacio, concretamente las cuadras, se ubicaban bajo las casas de la placeta de Santiago. Quedan restos de la canalización que existió desde la caja del agua al palacio del duque de Béjar, marqués de Gibraleón, y al convento de Nuestra Señora del Vado. Estas venían por su peso desde el manantial, pasando a unos tres metros frente a las casas números tres, cuatro y siete de la placeta de Santiago. Dicha canalización estaba a nivel de piso de la calleja de San Nicolás y los materiales empleados son barro cocido y ladrillos con mortero de cal. En la zona oeste del recinto amurallado, se identificaron algunas viviendas islámicas, por lo general de mala factura, durante las excavaciones de 1985. La zona oriental del interior de la fortaleza está ocupada por construcciones modernas, algunas de ellas en estado ruinoso. Lo actualmente apreciable del Castillo de Gibraleón se corresponde con una fortaleza bajomedieval, edificada entre los siglos XIII y XIV, situada al extremo norte del casco urbano, controlando el paso por el río Odiel, edificada sobre los cimientos de una anterior construcción de época islámica. Las primeras referencias del mismo proceden del siglo IX, en relación con el triunfo del ejército cordobés en sus campañas por las tierras de Niebla como consecuencia de revueltas muladíes. A pesar de ello, las citas más claras sobre la existencia de esta fortaleza nos la proporcionan los autores musulmanes Ibn Hayyan (siglo XI) y Al-Idrisi (siglo XII), al describir Yabal Al-Uyun como un lugar fortificado situado sobre el río Odiel. Durante el período medieval cristiano, las luchas señoriales por el control de este territorio fueron continuas entre los linajes De la Cerda, Pérez de Guzmán y Zúñiga a lo largo de los siglos XIV y XV, lo que sin duda tuvo sus consecuencias para el Castillo de Gibraleón, en el que se realizarían diversas obras de ampliación y refuerzo de sus estructuras, según documentación del siglo XVI. Por entonces tenía una doble cerca que separaría la villa de su término, y el castillo poseía una cava y varias torres, una de ellas, la del homenaje, situada junto a la cerca que rodeaba el castillo. Están documentadas obras en el baluarte durante los años 1574 y 1575, a continuación de las de la azuda situada al oeste del mismo. Originalmente, según el plano de Luis de Cohen y Campos, realizado en 1667, contaría al menos con cuatro torres, dos en el lienzo norte, una en la esquina nororiental y otra en el lienzo este. El acceso se situaría en este lienzo, protegido por la presencia de estas dos últimas torres. Sin embargo, Basilio Pavón considera que el castillo pudo tener siete u ocho torres, localizándose una de carácter monumental en el flanco sur, donde se sitúa el acceso. Durante el siglo XVIII el deterioro de la fortaleza sería progresivo, constatándose, en 1753, la aprobación del Concejo para el alquiler de una casa donde alojar a la plana mayor del Regimiento de Milicias de Niebla, debido al mal estado en el que se encontraba el castillo. Desde esos momentos la fortificación ha ido deteriorándose hasta llegar al estado en que se encuentra en la actualidad. Hacia 1787, el duque de Béjar, para sus estancias en la villa, construyó en el interior del recinto amurallado un suntuoso palacio con un hermoso jardín. También hay referencias documentales según las cuales en los muros del Castillo de Gibraleón existió una capilla-hornacina, con un mosaico del Cristo de San Agustín, que según la leyenda había aparecido en dicha fortaleza.
- Parroquia Matriz de San Juan Bautista. Existe constancia de que en el solar de la actual Parroquia Matriz de San Juan Bautista se erigía la mezquita de Yabal Al Ayum de la que se conserva parte del alminar en el interior de la actual torre-campanario. En el siglo XIV, tras la conquista cristiana por parte del rey Alfonso X de Castilla, la Parroquia de San Juan Bautista se establece como cabeza de vicaría y sede del concejo municipal, convirtiéndose en el centro de la vida política, social y religiosa de la localidad. Actualmente, la parroquia presenta una imagen distinta a la que originalmente tuvo, pues existe constancia de que sus tres naves tenían cubiertas de madera. De la fábrica actual se observan dos etapas constructivas bien diferenciadas: la capilla mayor de estilo gótico-mudéjar y la nave central y las dos laterales de estilo barroco purista, realizadas con posterioridad a la capilla mayor sobre finales del siglo XVIII principios del XIX. En el altar mayor en un templete de columnas pareadas se encuentra la imagen de la Inmaculada, de 1944, que reproduce la imagen original del siglo XVIII (1700) destruida durante la Guerra Civil, obra de Hita del Castillo. Las tres capillas laterales del templo abren a la nave de la epístola. A los pies está situada la capilla bautismal, de planta rectangular, cubierta con bóveda de cañón, en ella hay una interesante pila bautismal de época medieval, de gran tamaño y realizada en piedra, en la que se puede apreciar en relieve castillos, flores de lis, medias lunas y herraduras, en el centro la capilla sacramental de principios del siglo XIX, completamente cubierta de frescos y por último la de Jesús Nazareno, en la que vemos las tallas de Nuestro Padre Jesús Nazareno y Nuestra Señora de los Dolores. Se dice que dicha pila bautismal procede del palacio de marqués y se encontraba en un patio central. A los pies de la nave del evangelio se halla la lauda sepulcral de Pedro Pizarro Pedraza y de su mujer, Ana María de Acorsso y Doria, año 1691, en la que destaca el escupo de la familia en relieve. Esta iglesia es la sede de la Hermandad de la Borriquita, de la Hermandad de la Misericordia y la Hermandad del Nazareno, desde donde sale a realizar penitencia el Miércoles Santo. También este templo alberga las imágenes del Patrón y la Patrona del municipio, San Roque y Santa Ana, además de diversas imágenes de serie que sustituyen a las que fueron destruidas durante la guerra civil, acto sucedido en todos los edificios religiosos del pueblo.

- Iglesia del Carmen. Antiguamente fue capilla del Convento de Nuestra Señora del Carmen de la Orden de los Carmelitas Calzados de Gibraleón, siendo el primer Convento de dicha Orden fundado en España. Fue fundada en 1331 por los infantes de Castilla Don Alfonso de la Cerda Nieto de Alfonso X el Sabio y Doña Mafalda, nieta de Luis, Rey de Francia. El templo aún conserva la portada de ladrillo limpio, de sección trapezoidal, arcos apuntados, escalonados y enmarcados por alfiz, y coronamiento liso. Tiene una sola nave, de traza neoclásica, cubierta por bóveda de cañón con lunetos, subdivida por cuatro tramos por arcos fajones, que descansan en pilastras. Preside el presbiterio un Crucificado, venerado con el título del Santísimo Cristo de la Sangre 1939, del maestro imaginero Antonio Castillo Lastrucci y de María Santísima de la Soledad 1947, de Antonio León Ortega. Como muestra de la devoción que despierta en la población, el Cristo de la Sangre fue nombrado Alcalde Perpetuo de Gibraleón el 4 de abril de 1993. Esta iglesia es la sede de la ilustre Hermandad del Cristo de la Sangre y la Santísima virgen de la Soledad, desde donde sale a realizar penitencia el Jueves Santo. Además, en el mes de julio procesiona por las calles del pueblo durante su festividad la Virgen del Carmen, patrona de los marineros una imagen datada a finales del siglo XIX o principios del XX, de escuela catalana y realizada en escayola.

- Parroquia de Santiago el Mayor. Las primeras referencias de la Iglesia de Santiago el Mayor son del siglo XIV, en ella se reunía el Concejo Municipal de la Villa y posiblemente fue mandada construir por los Caballeros de Santiago. Constructivamente, se caracterizaba por ser un templo medieval, de menores dimensiones que la Iglesia de San Juan, de una sola nave de arcos transversales, cubierta a dos aguas y situado dentro del recinto del castillo. En 1782 fue demolido el antiguo templo y se levanta una nueva iglesia de estilo renacentista y armoniosas proporciones. Presenta capilla mayor acabada en testero plano, crucero, que no sobresale al exterior y tres naves. La nave central acabada en bóveda de cañón, es más alta y ancha que las laterales que se cubren con bóvedas de aristas. La cripta, destinada a enterramientos, ocupa toda la planta del edificio, y se cubre con bóveda de cañón rebajada, que sirvió pocos años para sus fines, ya que en 1836 se construyó un cementerio fuera del casco de la población. Actualmente, acoge a la Venerable Hermandad y Antigua Cofradía de la III Orden de los Servitas de Nuestra Señora de los Dolores, Santo Entierro y Cristo de la Buena Muerte, desde donde sale a realizar penitencia el Viernes Santo. A la imagen de la Virgen de los Dolores realizada por Antonio Bidón en 1941, se le profesa gran devoción en el municipio y como muestra de ello se le otorgó la medalla de Gibraleón en el año 2002. Destacar también la imagen situada en el altar Mayor de la Iglesia, el Cristo de la Buena Muerte, un crucificado de 0,91 metros realizado en madera policromada por autor anónimo, datado de la segunda mitad del siglo XVII, siendo la imagen más antigua que posesiona en la Semana Santa de Gibraleón. Desde septiembre de 2012 reposan aquí los restos del duque de Béjar y marqués de Gibraleón Don Francisco III Diego López de Zúñiga Sotomayor y Mendoza, al que el escritor Miguel de Cervantes dedicó su inmortal obra 'El Quijote'.

- Ermita del Cristo de la Guadaña. El origen de esta ermita se remonta al siglo XVII, al aparecerse la pintura de un Cristo en la pared de una carnicería. Dicho Cristo se rodeó de una gran devoción, por parte de los habitantes del pueblo. La iglesia del Cristo de la Guadaña se edificó a mediados del siglo XVIII, gracias a Don José Vicente Pizarro que consiguió el traslado de la carnicería, la cesión del terreno y las licencias para pedir limosna y construir la capilla. Mientras que se hacían estas obras, la imagen del Cristo fue trasladada a la iglesia de San Juan Bautista donde allí seguían viniendo mucha gente por su devoción. En 1769 se terminó la Ermita y el Cristo volvió otra vez a su lugar de aparición. La ermita situada en el corazón del municipio, en la Plaza de España haciendo esquina con la popular calle Sacatapón, es de reducidas dimensiones, tiene una sola nave y crucero poco profundo y se cubre con bóveda de cañón y cúpula sobre pechinas. La puerta principal tiene un pequeño atrio, cubierto de azotea y cerrado por una reja de medio punto. Al día de hoy aunque el cristo que aquí se conservaba fuese destruido durante la guerra la capilla sigue llamándose oficial y popularmente del Santísimo Cristo de la Guadaña. Tras la Guerra Civil, la Ermita pasó a ser la sede oficial de la Real e Ilustre Hermandad del Ntra. Sra. Del Rocío de Gibraleón.

- Convento Madre de Dios del Vado. Según reza la inscripción del mural que se encuentra en la Iglesia del Convento de Ntra. Sra. del Vado, este fue fundado en 1.587 por D. Francisco III Diego de Zúñiga y Sotomayor y su mujer D.ª María Coronel de Guzmán, Marqueses de Gibraleón. Los grandes daños causados al edificio durante la Guerra Civil en 1936 obligaron a cerrar el convento y la comunidad fue agregada al convento Espíritu Santo de Jerez de la Frontera. En 1996, el Obispado cedió al ayuntamiento el uso del edificio, para fines culturales y en 1999 fue restaurado por el Ayuntamiento de Gibraleón. El cuerpo de la iglesia y el coro son las únicas partes del edificio que se han conservado, destacando su interesante artesonado mudéjar, que son distintos en el coro y en la nave del convento. En el lugar donde se encontraba el altar mayor se eleva una cúpula semiesférica iluminada por cuatro ojos de buey y decorada en su clave con el escudo dominicano sobre cartela manierista y corona del marquesado. El convento contó con un rico patrimonio artístico-religioso entre el que se encontraba el retablo del altar mayor de la Iglesia, con imágenes de Santo Domingo, Santa Catalina y Santo Tomás de Aquino. Otro altar tenía las de San Antón, Santa Dorotea y Santa Margarita. Asimismo, poseía una custodia que fue vendida al Cabildo Catedrático de la Catedral de Sevilla en 1756, para sufragar los gastos de reparación de los daños ocasionados por el terremoto de Lisboa, conocida como “de la Santa Espina”, que procesiona en Sevilla en la festividad de Corpus Christi. En el convento fueron enterrados en un gran sepulcro situado en el lado derecho del altar mayor sus fundadores Francisco III Diego de Zúñiga y Sotomayor V duque de Béjar y VI marqués de Gibraleón, y su mujer María Coronel de Guzmán, también se enterraron algunas de sus hijas que fueron monjas en el convento y su hijo Alonso Diego de Zúñiga y Sotomayor VI duque de Béjar y VII marqués de Gibraleón. Algunos elementos del sepulcro como el frontón y sus columnas se pueden ver en la puerta principal de la parroquia de Nuestra Señora del Rocío de Huelva.

- Cristo del Cementerio. Obra anónima, salida de algún taller escultórico sevillano entre los siglos XIII o XIV, no se sabe cómo llegó a Gibraleón y cuál fue su primitivo título. El nombre actual es moderno y le fue impuesto por presidir la cripta de la parroquia de Santiago, y luego al prohibirse los enterramientos en las iglesias por medidas higiénicas decidieron construir un panteón en el camposanto para uso de los cofrades y una capilla presidida por este Cristo. En 1981, tras un siglo de permanencia en el cementerio de Gibraleón, donde el pueblo le rebautizó como el Cristo del Cementerio, fue restaurado por el ayuntamiento y trasladado a sus casas consistoriales. De estilo gótico, su tamaño, que dobla al de otras obras propias de la época, así como su volumetría, nos hacen relacionarlo con un período tardío en dicho estilo. Es un crucificado de bulto redondo, tallado en madera policromada y mide 1,60 metros. Se fija a una cruz arbórea por medio de tres clavos, uno en cada mano y el tercero atravesando los pies. Sobre la cabeza porta una corona sogueada, en la que se ensartarían espinas naturales o metálicas. El sudario, de profundos pliegues, le llega hasta las rodillas. La herida del costado que le infligió el centurión proclama que está muerto. Al hilo de su defunción, el artista ha exacerbado los rasgos agónicos: brazos desplomados y piernas flexionadas por el peso del cuerpo, manos crispadas, costillas pronunciadas y expresivo gesto de dolor.